# ありがとう (お笑いコンビ)
ありがとうは、吉本興業（東京本社）所属のお笑いコンビ。2008年1月結成。

## 概要
元は別々で活動していたが、2007年の年末に細野の組んでいたコンビ『メンタルエイジ』が解散。ぁみのコンビへ合流する形で2008年1月にトリオ『ありがとう』を結成。
2010年4月21日に1人が脱退し、残ったぁみと細野で6月よりコンビとなる。

## メンバー
ぁみ（1982年9月29日 - ）（42歳）
本名、網本 陽介（あみもと ようすけ）。
お笑いタレント、司会者、YouTuberとして活動している。
山口県宇部市出身。
身長180 cm、体重140 kg、血液型A型。
怪談が趣味で心霊写真も多く持ち、プライベートでも怪談の集まりをやっている。心霊スポットにも度々行っている。
入江慎也率いる入江軍団の一員。井上裕介のアイカンパニー。
高校野球の名門・宇部商業高校卒業。
4番打者で、山口県注目選手として新聞にも特集で取り上げられている。
伯父（実母の兄）は、かつてプロ野球選手として活躍した有田修三。
老人ホームで働いていた経験があり、介護福祉士の国家資格を持っている。レクリエーションインストラクターの資格も持っている。
食べることが好きで、芸人を始めてから半年で30キロの体重の増量。それを含む2年間で50キロの増量を経験している。
趣味は、草野球、漫画、ダンス、ラーメン、テーブルマジック、ジャグリング、オートレース。
特技は、野球、怖い話、介護福祉。
細野 哲平（ほその てっぺい）

## 成績

### ぁみ
- 稲川淳二の怪談グランプリ 優勝：1回（2016年）[1]
- 怪談最恐戦 優勝：1回（2018年）[2]
- T-1グランプリ 優勝：1回（2023年）[3]

## 出演

### テレビ
- ミュージャック（関西テレビ）トリオ時代(コント)
- あらびき団（TBS）トリオ時代
- 不可思議探偵団（日本テレビ）ぁみのみ(数回に渡り出演)
- 笑う妖精（テレビ朝日）細野のみ
- フジケン（BSスカパー!）ぁみのみ
- さしこのくせに（TBS）ぁみのみ
- ハケンOLは見た!（TBS）ぁみのみ
- BAZOOKA!!!（BSスカパー!）ぁみのみ
- 笑っていいとも!増刊号（フジテレビ）ぁみのみ
- ミュージックドラゴン（日本テレビ）ぁみのみ(2013年夏、2014年夏、に出演)
- デジ魂（BS日テレ）ぁみのみ
- スター姫さがし太郎（テレビ東京）L.A.F.U.として
- 笑える!?怪談ナイト（BS日テレ）ぁみのみ
- GIRIGIRIアウト!（NOTTV）ぁみのみ
- 芸人報道（日本テレビ）ぁみのみ(2013.10.15に出演)
- ミュージャック（関西テレビ）ぁみのみ(怪談)
- なら婚（日本テレビ）ぁみのみ(数回に渡ってのぁみの密着特集）
- 一夜づけ（テレビ東京）ぁみのみ
- 5時に夢中!（TOKYO MX）ぁみのみ
- 爆笑そっくりものまね紅白歌合戦（フジテレビ）L.A.F.U.として
- 人生が変わる1分間の深イイ話（日本テレビ）ぁみ NON STYLE井上の後輩として(2015.5.4)
- 日本全国ご自慢列島ジマング1時間SP（フジテレビ）ぁみのみ
- ノリで行こう!!（中京テレビ）ぁみのみ
- 特捜警察ジャンポリス（テレビ東京）ぁみのみ(2015年夏、2016年夏にも出演)
- ありがとッ!（テレビ神奈川）ぁみのみ
- 怪談のシーハナ聞かせてよ。（エンタメ〜テレ）ぁみのみ不定期出演
- ヤンごとなき!（新潟テレビ）ぁみのみ
- やすだの歩き方（CBC）ぁみのみ
- どる☆えれの君に◯◯やらせたい!（kawaiianTV スカパー!）ぁみのみ
- 夏の夜怪談しながら恐怖の心霊バスツアー（AbemaTV）
- 稲川淳二の怪談グランプリ2016・2022（関西テレビ）ぁみのみ
- KawaiianTV「PASSPO☆ジャンボじぇっTV25時間フライトSP!!」（BSスカパー!）ぁみのみ
- 全力!脱力タイムズ（フジテレビ）ぁみのみ
- ウチのガヤがすみません!（日本テレビ）個人・コンビでも出演
- NON STYLEのココドコ!（AbemaTV）
- 虹コンの草生えるテレビ（kawaiianTV スカパー!）
- 橋本マナミのヨルサンポ（BSフジ）
- 生うどんザ★生 ♯9（kawaiianTV スカパー!）
- JOYのASOBU-TV JOYnt! （群馬テレビ 2017年9月27日、2018年9月12日、19日）
- ノンストップ!（フジテレビ）ぁみのみ、稲川淳二の後継者として
- 実話怪談倶楽部（フジテレビONE）ぁみのみ
- 真夜中のおバカ騒ぎ!（TOKYO MX）
- ホラー・不思議現象の総合番組　異界のドア（TOKYO MX）
- 恐怖!怪談肝試しクッキング4K その3（Kawaiian for ひかりTV 4K）
- 芸能人の家を定点観測（フジテレビ）
- ちぐスマ!（テレビ山口）
- マジカル・パンチラインのマジカルテレビ（2018年12月6日、Kawaiian TV）細野のみ
- 東京怪奇酒 第5話（2021年3月20日、テレビ東京）ぁみのみ
- マヂカルクリエイターズ（テレビ東京、2021年4月12日、5月10日、6月21日）[4] - ぁみのみ「蕎麦湯怪談」企画

### ラジオ
- よゐこのアキパラ（文化放送）ぁみのみ
- アニメロミックスpresents Say!GoodLuck!（超!放送局）ぁみのみ
- RADIO RONDO ROBE -MY ON AIR-（文化放送）ぁみのみ
- B定食（FMぐんま）ぁみのみ
- SCHOOL NINE（JFN）ぁみのみ
- 爆笑問題の日曜サンデー（TBSラジオ）ぁみのみ
- SOUND SPLASH（FM-NIIGATA）
- 激アツ!ロックンロール教室（LCV-FM）
- ミッドナイトダイバー（JFN）
- Spoonの次世代プロジェクト「Next Radio Star」（2024年8月9日 -、Spoon）[5]- 「怪談家ぁみの恐怖体験」見本番組DJとして参加

### インターネット
- とりあえず生中(3杯目) (ニコニコ生放送) ぁみのみ
- よしもとオンライン
- ニコニコ笑いの劇場(ニコニコ動画)
- 怪談ぁみ語(YouTubeチャンネル)
- 怪談ニコニコ供養の城(ニコニコ生放送)ぁみのみ
- 怖いニコニコ神社 怪談ニコニコ供養の館(ニコニコ生放送)ぁみのみ
- MarryDollの 見たい!出たい!作りたい!(あっ!とおどろく放送局)ぁみのみ
- スマイル学園の たいへんよくできました(あっ!とおどろく放送局)ぁみのみ
- 私に調教されなさい〜女王様愛のムチ相談室〜(ニコニコ生放送)ぁみのみ
- ニコ生ナックルズ(ニコニコ生放送)ぁみのみ
- AGE AGE LIVE(Yahoo!バラエティ)
- ぁみ夜話inAKIBA(あっ!とおどろく放送局)ぁみのみ
- 「座敷わらし」がでる旅館で怪談家ぁみが世界初"生ひとり百物語"/ホラー生放送(ニコニコ生放送)ぁみのみ
- Rev. from DVLのオールナイトニッポンw(YouTube)
- 地下アイドルLIVE@ニコファーレ「アイドル×怪談」(ニコニコ生放送)ぁみのみ
- M.S.S.Pのオールナイトニッポンw(YouTube)
- ありがとうぁみの渋谷怪談夜会ch(SHOWROOM)
- MEN'S NON-NOモデル成田凌がホラースポット生凸撃ツアードラマ「FLASHBACK」スタート直前SP(ニコニコ生放送)ぁみのみ
- 『劇場版 零〜ゼロ〜』直前特別番組　”零時まで全員集合!!!!” 〜超零祭最終夜〜(ニコニコ生放送)ぁみのみ
- バンプレラボ〜俺たちバンプレ宣伝隊〜(ニコニコ生放送)ぁみのみ
- はじめてのChiyu(ニコニコ生放送)ぁみのみ
- PASSPO☆の「Logirl」(テレビ朝日動画)ぁみのみ
- L.A.F.U.CHANNEL(ニコニコ生放送)L.A.F.U.として
- ノロっていいとも!(SHOWROOM)
- アンティル・ドーン -惨劇の山荘- 惨劇のミッドナイトシアター(ニコニコ生放送)ぁみのみ
- 生ハムと焼うどんのオールナイトニッポンw(YouTube)
- 「怪談の日」ありがとうぁみ、DJ響、北極ジロ、りゅうあほか出演 怪談イベント生中継(ニコニコ生放送)
- ニコなつめ！怪談SP【ゲスト：ありがとうぁみ】(ニコニコ生放送)
- [イヤホン推奨]世界初!?立体生怪談 案内人・ありがとうぁみ ←LR NICOLIVE→(ニコニコ生放送)ぁみのみ
- 生怪談24時間テレビ 〜ありがとうぁみが寝ないでがんばる〜(ニコニコ生放送)ぁみのみ
- 山田菜々と渡辺直美の　この先生きのこる大作戦 その23(ニコニコ生放送)ぁみのみ
- 秘密結社 鷹の爪 GT (LINE LIVE)ぁみのみ
- フェアリーズなんです(生テレ)ぁみのみ
- SHIBUYAbema(AbemaTV)ぁみのみ
- ぁみと朝まで怪談しナイト inニコファーレ(ニコニコ生放送)ぁみのみ
- りゅうちぇるの心霊スポット凸生放送(ニコニコ生放送)りゅうちぇるとぁみでの番組
- バラエティ開拓バラエティ 日村がゆく(AbemaTV)ぁみのみ
- 内田理央のオカタレ募集中(AbemaTV)ぁみのみ
- 「稲川淳二ミステリーナイトツアー」世界初！会場に潜入生中継(ニコニコ生放送)ぁみのみレポーターとして
- ニコニコ超会議2018(ニコニコ生放送)ぁみ
- 矢口真里のカミダの実 Vol.17、18(K'zStation)
- ピタットTV（火曜日）2部(占いTV)
- オーイシ×加藤のピザラジオ(YouTube)細野のみ
- 浅草女子飲み46（2018年8月30日、FRESH!） - ぁみのみゲスト出演。
- スピードワゴンの月曜The NIGHT（2019年12月19日[6]、AbemaTV）細野のみ

### ライブ
- AGE AGE LIVE
- シチサンLIVE
- ヨシモト∞2部 誰なんだ芸人グランプリ
- TEPPEN
- なんばグランド花月
- ヨシモト∞ホール
- ルミネtheヨシモト
- 浅草花月
- TSUTAYA O-EAST